# Welton Gite
Welton Gite is een Amerikaanse bassist, componist en arrangeur.

## Biografie
Gite verhuisde op 11-jarige leeftijd naar New Orleans en begon op 12-jarige leeftijd basgitaar te spelen. Hij verhuisde naar Los Angeles in 1975 en begon zijn 20-jarige reis als wegmuzikant, waarbij hij toerde met vele artiesten uit alle muziekgenres, zoals Marvin Gaye, Marlena Shaw, Billy Preston, Willie Bobo, Ronnie Laws, Hubert Laws, Alphonse Mouzon, The Jacksons, Cheryl Lynn, Luther Vandross, Thelma Houston, Sister Sledge, Shalamar, John Kay & Steppenwolf en vele anderen.
- Gemeinsame Normdatei: 134385772
- International Standard Name Identifier: 0000 0000 5513 0612
- Library of Congress Control Number: n95013617
- MusicBrainz: 9ac33e3f-1726-42ff-b23b-64892d3b318f
- Nationale Bibliotheek van Israël: 987007338156605171
- Virtual International Authority File: 2658305
- WorldCat: E39PBJbCJRkCcrTcTD3GdXM773